# Émondeville
Émondeville és un municipi francès situat al departament de la Manche i a la regió de Normandia. L'any 2007 tenia 332 habitants.

## Demografia

### Població
El 2007 la població de fet d'Émondeville era de 332 persones. Hi havia 120 famílies de les quals 33 eren unipersonals (25 homes vivint sols i 8 dones vivint soles), 29 parelles sense fills, 54 parelles amb fills i 4 famílies monoparentals amb fills.
La població ha evolucionat segons el següent gràfic:
Habitants censats

### Habitatges
El 2007 hi havia 157 habitatges, 130 eren l'habitatge principal de la família, 20 eren segones residències i 7 estaven desocupats. 153 eren cases i 3 eren apartaments. Dels 130 habitatges principals, 104 estaven ocupats pels seus propietaris, 22 estaven llogats i ocupats pels llogaters i 4 estaven cedits a títol gratuït; 2 tenien una cambra, 5 en tenien dues, 12 en tenien tres, 41 en tenien quatre i 69 en tenien cinc o més. 106 habitatges disposaven pel capbaix d'una plaça de pàrquing. A 63 habitatges hi havia un automòbil i a 58 n'hi havia dos o més.

### Piràmide de població
La piràmide de població per edats i sexe el 2009 era:
| Homes | Edats   | Dones |
| ----- | ------- | ----- |
| 0     | 95 o +  | 0     |
| 0     | 90 a 94 | 0     |
| 0     | 85 a 89 | 0     |
| 0     | 80 a 84 | 4     |
| 4     | 75 a 79 | 0     |
| 8     | 70 a 74 | 4     |
| 16    | 65 a 69 | 4     |
| 16    | 60 a 64 | 16    |
| 4     | 55 a 59 | 0     |
| 8     | 50 a 54 | 12    |
| 12    | 45 a 49 | 8     |
| 12    | 40 a 44 | 12    |
| 4     | 35 a 39 | 8     |
| 8     | 30 a 34 | 12    |
| 8     | 25 a 29 | 8     |
| 28    | 20 a 24 | 0     |
| 8     | 15 a 19 | 4     |
| 4     | 10 a 14 | 16    |
| 12    | 5 a 9   | 16    |
| 8     | 0 a 4   | 4     |

## Economia
El 2007 la població en edat de treballar era de 190 persones, 148 eren actives i 42 eren inactives. De les 148 persones actives 136 estaven ocupades (79 homes i 57 dones) i 11 estaven aturades (5 homes i 6 dones). De les 42 persones inactives 15 estaven jubilades, 8 estaven estudiant i 19 estaven classificades com a «altres inactius».

### Ingressos
El 2009 a Émondeville hi havia 128 unitats fiscals que integraven 352,5 persones, la mediana anual d'ingressos fiscals per persona era de 16.848 €.

### Activitats econòmiques
Dels 8 establiments que hi havia el 2007, 1 era d'una empresa alimentària, 3 d'empreses de construcció, 3 d'empreses de comerç i reparació d'automòbils i 1 d'una empresa d'hostatgeria i restauració.
Dels 4 establiments de servei als particulars que hi havia el 2009, 1 era un guixaire pintor, 1 lampisteria, 1 electricista i 1 restaurant.
L'únic establiment comercial que hi havia el 2009 era una fleca.
L'any 2000 a Émondeville hi havia 16 explotacions agrícoles que ocupaven un total de 474 hectàrees.

## Poblacions més properes
El següent diagrama mostra les poblacions més properes.